# Фрирз, Стивен
Сти́вен А́ртур Фрирз (англ. Stephen Arthur Frears, род. 20 июня 1941) — британский кинорежиссёр.

## Биография и карьера
Номинировался на «Оскар», «Золотой глобус», «Золотую пальмовую ветвь» Каннского кинофестиваля, «Золотого льва» Венецианского кинофестиваля. Обладатель премий «Эмми» (2019), «Гойя» (2006), «Сезар» (1990), «Серебряный медведь» (1999). Председатель жюри 60-го Каннского кинофестиваля.

## Фильмография
- 1971 — Горение / The Burning (к/м)
- 1971 — Сыщик / Gumshoe
- 1979 — Мерзавцы / Bloody Kids
- 1983 — Вальтер и Джун / Walter and June (ТВ)
- 1984 — Стукач / The Hit
- 1985 — Моя прекрасная прачечная / My Beautiful Laundrette
- 1987 — Навострите ваши уши / Prick Up Your Ears
- 1987 — Сэмми и Рози делают это / Sammy and Rosie Get Laid
- 1988 — Опасные связи / Dangerous Liaisons
- 1990 — Кидалы / The Grifters
- 1992 — Герой / Hero
- 1993 — Шустрая / The Snapper
- 1996 — Мэри Рейлли / Mary Reilly
- 1996 — Фургон / The Van
- 1998 — Страна холмов и долин / The Hi-Lo Country
- 2000 — Взрыв / Fail Safe
- 2000 — Фанатик / High Fidelity
- 2000 — Лайм / Liam
- 2002 — Грязные прелести / Dirty Pretty Things
- 2003 — Сделка / The Deal (ТВ)
- 2005 — Миссис Хендерсон представляет / Mrs. Henderson Presents
- 2006 — Королева / The Queen
- 2009 — Шери / Cheri
- 2010 — Неотразимая Тамара / Tamara Drewe
- 2012 — Фортуна Вегаса / Lay the Favorite
- 2013 — Филомена / Philomena
- 2015 — Допинг / The Program
- 2016 — Флоренс Фостер Дженкинс / Florence Foster Jenkins
- 2017 — Виктория и Абдул / Victoria & Abdul
- 2018 — Чрезвычайно английский скандал / A Very English Scandal
- 2020 — Викторина / Quiz
- 2022 — Пропавший король / Lost King
- 2024 — Режим / The Regime